# 第35回全国高等学校ラグビーフットボール大会
第35回全国高等学校ラグビーフットボール大会（だい35かいぜんこくこうとうがっこうラグビーフットボールたいかい）は、1956年（昭和31年）1月に西宮球技場で開催された全国高等学校ラグビーフットボール大会である。

## 概要
- 今大会で参加校数が16校の大会は最後になり、次回大会から倍の32校になった。

## 参加チーム
- 北見北斗（北海道）（2年連続6回目）
- 盛岡工（岩手県）（6年連続6回目）
- 秋田工（秋田県）（10年連続22回目）
- 高崎（群馬県）（5年ぶり3回目）
- 保善（東京都）（3年連続7回目）
- 魚津（富山県）（4年連続4回目）
- 一宮商（愛知県）（初出場）
- 天理（奈良県）（2年ぶり13回目）
- 天王寺（大阪府）（2年連続14回目）
- 兵庫（兵庫県）（2年連続10回目）
- 萩商工（山口県）（初出場）
- 新田（愛媛県）（初出場）
- 福岡工（福岡県）（初出場）
- 上野丘（大分県）（4年連続4回目）
- 熊本工（熊本県）（5年連続6回目）
- 前年度優勝校:慶應（神奈川県）（4年連続14回目）

## 試合結果

### 1回戦
- 兵庫0-8 高崎
- 天理 24-0一宮商
- 天王寺0-12 保善
- 熊本工 5-0盛岡工
- 新田3-12 魚津
- 福岡工0-25 秋田工
- 萩商工0-52 北見北斗
- 上野丘 16-3慶應

### 2回戦
- 高崎 10-6天理
- 保善 19-3熊本工
- 魚津3-33 秋田工
- 北見北斗 22-3上野丘

### 準決勝
- 高崎0-24 保善
- 秋田工 24-0北見北斗

### 決勝
秋田工が3年ぶり8回目の優勝を果たした。
- 秋田工 14-0保善